# Université de technologie de Tshwane
L'université de technologie de Tshwane (en afrikaans: Tshwane-Universiteit vir Tegnologie et en anglais: Tshwane University of Technology) est une université de technologie située à Pretoria en Afrique du Sud. Elle est créée en 2004 par la fusion de 3 universités de technologies ou technikon. Elle accueille environ 60 000 étudiants.